# 回马枪 (电影)
《回马枪》（英語：Coming Back），2011年7月15日中国大陆上映的犯罪鬥智、黑色喜劇、爱情电影。

## 剧情
惊堂博物馆的唐朝名画《聂隐娘》被犯罪集團兰花盗偷走，但是在保安腾卫的追逐过程中，盗贼用烟飞击腾卫，不幸烟烧坏了名画。兰花盗头目赵影出钱聘请修画名手李贞木去修复，李贞木拒絕了。于是他们想出计谋，闽悦用美人计来诱惑使其就范。
此时，李贞木的前妻去世，20岁女儿苗心只得过来跟他居住。因为缺乏父爱，苗心白天夜晚出入夜店，还带一夜情男友回家，新来的保安腾卫因为不认识误认为是陌生人而阻止了她们的进入，苗心扯下他的工作牌，并说记住他了。李貞木得知女兒的偏差後，拿錢給了保安請他們看著苗心並保護她。之後腾卫跟蹤苗心，他在夜店寻找到了苗心，並看到她和男人在亲热，出于保安的责任心他于是打电话叫李贞木来收场，李贞木赶过来把苗心从夜店拉了出来，苗心恨恨地说：“我只是出来逛逛，又没和男人开房，也没有嗑药，二十年前你都没有管我，现在为什么管我？”引发了父女俩的感情冷门，苗心跑开了。腾卫因为破坏了夜店男人的好事而被其他集群殴打。後來腾卫在街上繼續跟著饥饿的苗心，苗心设计叫腾卫请她吃夜宵，用啤酒将他灌醉，两人开房，并用手机拍下故作做爱的视频。第二天在腾卫醒来后，要挟他配合做一件事—绑架她。“绑架苗心”这个苗心自己想出来的事件只是她为了报复自己的父亲二十年来没有关注和关爱过她。
兰花盗为了达到修画的目的，想出计谋绑架李贞木的女儿来要挟他，派遣二个盗贼来执行绑架。不料撞上了回家的苗心和腾卫。二人被腾卫制服。不料苗心为了自己的计划成功，将腾卫击昏，自己自愿跟随盗贼而去。
李贞木被迫为兰花盗修复了名画《聂隐娘》，同时以假乱真，將計就計用临摹的赝品成功的瞞過了蘭花盜集團而换走了真品。兰花盗头目赵影告诉他自己被自己的女儿苗心欺骗了感情。李贞木后悔不已。女儿苗心得知事态严重后哭着向父亲李贞木认了错。
兰花盗拿着赝品名画《聂影娘》去交易的时候，不幸撞上了腾卫，但是腾卫再次被兰花盗的烟击倒。幸好警察赶到将兰花盗们抓获。此时，李贞木拿着真品名画《聂隐娘》带领着警察到惊堂博物馆和裘三对质，指出其帮助盗窃名画的行为，劝告她去自首。而腾卫的英勇行为却获得了苗心的芳心。

## 演员
| 演员   | 角色   | 备注                                                                                   |
| 任达华 | 李贞木 | 曾經是高明的修画專家，目前為「男人裝」雜誌的香水編輯。                                 |
| 伊能静 | 闵悦   | 犯罪集團兰花盗中的美女成員，绰号小狐狸，自小被趙影收養，意圖用美人计来诱惑李貞木修畫。 |
| 郑佩佩 | 尼姑   | 唐朝尼姑，聶隱娘師父。                                                                 |
| 高捷   | 赵影   | 犯罪集團兰花盗中的头目，绰号雷公。                                                     |
| 左腾云 | 无牙   | 犯罪集團兰花盗中的职业盗贼兄弟檔。                                                     |
| 白红标 | 大力   | 犯罪集團兰花盗中的职业盗贼兄弟檔。                                                     |
| 戚薇   | 聂隐娘 | 唐朝美女刺客殺手。                                                                     |
| 韦娜   | 苗心   | 李贞木的女儿。                                                                         |
| 夏德俊 | 腾卫   | 惊堂博物馆保安员。                                                                     |
| 王大奇 | 马行   | 犯罪集團兰花盗中的打手。                                                               |
| 尚雯婕 | 裘三   | 惊堂博物馆馆主，意圖收購名画《聂隐娘》 。                                              |

## 奖项
在英国伦敦第三届万像国际华语电影节，《回马枪》荣获“优秀制片奖”。
在英国伦敦第三届万像国际华语电影节，演员夏德俊则凭借在《回马枪》中的优异表现荣获最佳男配角奖第一名。

## 幕后
电影的出品公司天铭嘉业传媒宣布将所有票房全部捐献给“7·23”甬温线动车追尾事故的遇难人员和家属。

## 评价
天铭嘉业传媒自谓：“《回马枪》本就是一部倡导温情、以亲情回归为主题的电影。”